# Peperomia ambiguifolia
Peperomia ambiguifolia är en pepparväxtart som beskrevs av Trel. & Yunck.. Peperomia ambiguifolia ingår i släktet peperomior, och familjen pepparväxter. Inga underarter finns listade i Catalogue of Life.